# 오기하라 다카히로
오기하라 다카히로(일본어: 扇原 貴宏, 1991년 10월 5일 ~ )는 일본의 축구 선수이다.

## 구단 경력
그는 2010년부터 J리그의 세레소 오사카, 나고야 그램퍼스, 요코하마 F. 마리노스, 비셀 고베에서 뛰었다.

## 국가대표팀 경력
그는 2012년 하계 올림픽에 참가할 일본 U-23 국가대표팀에 발탁되었으며, 5경기에 출전, 4강 진출에 기여했다.
2013년 EAFF 동아시안컵에 참가할 일본 국가대표팀에 발탁되었으며, 7월 25일 오스트레일리아와의 경기에서 데뷔했다.

## 대회 성적

### 국가대표팀
일본
- EAFF E-1 풋볼 챔피언십 : 우승 (2013)

## 통계
| 일본 | 일본 | 일본 |
| 연도 | 출전 | 득점 |
| ---- | ---- | ---- |
| 2013 | 1    | 0    |
| 통산 | 1    | 0    |